# Liste der denkmalgeschützten Objekte in Rudersdorf (Burgenland)
Die Liste der denkmalgeschützten Objekte in Rudersdorf enthält die 8 denkmalgeschützten, unbeweglichen Objekte der Gemeinde Rudersdorf im Burgenland (Bezirk Jennersdorf).

## Denkmäler
| Foto |                 | Denkmal                                                                                   | Standort                               | Beschreibung | Metadaten |
| ---- | --------------- | ----------------------------------------------------------------------------------------- | -------------------------------------- | --- | --- |
| ja   | Datei hochladen | Kath. Pfarrkirche HERIS-ID: 15274 Objekt-ID: 11517seit 15. Oktober 2002                   | Kirchenstraße Standort KG: Dobersdorf  | Die heutige Kirche wurde 1830 errichtet und ersetzte eine ältere Kapelle. Die Kirche ist einschiffig mit einer gleich breiten halbrunden Apsis, der Turm hat einen gestreckten Zwiebelhelm.                                 | BDA-Hist.: Q15124671 Status: § 2a Stand der BDA-Liste: 2025-06-30 Name: Kath. Pfarrkirche GstNr.: 1 Church of the Visitation (Dobersdorf, Gemeinde Rudersdorf)       |
| ja   | Datei hochladen | Wegkapelle HERIS-ID: 15383 Objekt-ID: 11627seit 15. Oktober 2002                          | Standort KG: Dobersdorf                | Die Wegkapelle mit einer offenen Pfeilervorhalle steht nordwestlich von Dobersdorf an der Straße nach Rudersdorf und stammt aus dem 19. Jahrhundert.                                                                        | BDA-Hist.: Q37775346 Status: § 2a Stand der BDA-Liste: 2025-06-30 Name: Wegkapelle GstNr.: 583/2                                                                     |
| ja   | Datei hochladen | Antoniussäule HERIS-ID: 15273 Objekt-ID: 11516seit 15. Oktober 2002                       | Antoniusplatz Standort KG: Rudersdorf  | Die Säule am westlichen Ortsrand stammt aus dem 18. Jahrhundert und zeigt die Leidenswerkzeuge in flachem Relief. | BDA-Hist.: Q37773569 Status: § 2a Stand der BDA-Liste: 2025-06-30 Name: Antoniussäule GstNr.: 214/1                                                                  |
| ja   | Datei hochladen | Gasthof Schabhüttl, ehem. Gasthaus Zur ungarischen Krone HERIS-ID: 15375 Objekt-ID: 11619 | Hauptstraße 31 Standort KG: Rudersdorf | | BDA-Hist.: Q37775184 Status: Bescheid Stand der BDA-Liste: 2025-06-30 Name: Gasthof Schabhüttl, ehem. Gasthaus Zur ungarischen Krone GstNr.: 20                      |
| ja   | Datei hochladen | Hofanlage Finkhaus HERIS-ID: 15270 Objekt-ID: 11513                                       | Hauptstraße 35 Standort KG: Rudersdorf | | BDA-Hist.: Q37773497 Status: Bescheid Stand der BDA-Liste: 2025-06-30 Name: Hofanlage Finkhaus GstNr.: 15                                                            |
| ja   | Datei hochladen | Evangelisches Schul- und Bethaus HERIS-ID: 15272 Objekt-ID: 11515seit 15. Oktober 2002    | Hauptstraße 56 Standort KG: Rudersdorf | Das Schul- und Bethaus ist ein Ende des 19. Jahrhunderts rechteckiger Bau mit Walmdach, dessen Trakte durch einen Turm getrennt sind.                                                                                       | BDA-Hist.: Q37773528 Status: § 2a Stand der BDA-Liste: 2025-06-30 Name: Evangelisches Schul- und Bethaus GstNr.: 217/1 Evangelisches Schul- und Bethaus (Rudersdorf) |
| ja   | Datei hochladen | Ehem. Schloss, Textilfabrik Sattler HERIS-ID: 15269 Objekt-ID: 11512                      | Hintergasse 1 Standort KG: Rudersdorf  | Das Schloss ist ein zweigeschoßiger Meierhof erbaut vom Grafen Batthyány im Jahr 1750. Nach 1920 wurde in dem Gebäude eine Leinweberei eingerichtet, es fungiert jetzt als Verwaltungsgebäude für die hiesige Textilfabrik. | BDA-Hist.: Q15127553 Status: Bescheid Stand der BDA-Liste: 2025-06-30 Name: Ehem. Schloss, Textilfabrik Sattler GstNr.: 194                                          |
| ja   | Datei hochladen | Kath. Pfarrkirche hl. Florian HERIS-ID: 15268 Objekt-ID: 11511seit 15. Oktober 2002       | Kirchenplatz Standort KG: Rudersdorf   | Die Kirche ist ein einfacher Saalbau, der 1862 errichtet wurde. | BDA-Hist.: Q14547201 Status: § 2a Stand der BDA-Liste: 2025-06-30 Name: Kath. Pfarrkirche hl. Florian GstNr.: 1 Saint Florian Church (Rudersdorf)                    |